# Marcin Zacharzewski
Marcin Zacharzewski (ur. 10 listopada 1982 w Elblągu) – polski aktor, absolwent Państwowej Wyższej Szkoły Teatralnej w Krakowie. Ma brata bliźniaka, Macieja.
Debiutował 6 grudnia 2000 w wieku 18 lat w roli Willy’ego Fischera w spektaklu „Przygody Tomka Sawyera” Marka Twaina w reżyserii Jana Szurmieja na scenie Teatru Dramatycznego w Elblągu. W 2008 roku otrzymał nagrodę aktorską za rolę Natana w przedstawieniu „Sędziowie” oraz za rolę Sun II w przedstawieniu „Dobry człowiek z Seczuanu” na XXVI Festiwalu Szkół Teatralnych w Łodzi.

## Filmografia
- 2020: Pętla jako Aleksiej Rysicz „Alex”, brat „Żeni”
- 2014: Komisarz Alex jako Marek Leman (odc. 69)
- 2012: Prawo Agaty jako Paweł Mazurkiewicz
- 2010-nadal: Na dobre i na złe jako Borys Jakubek
- 2010: 1920. Wojna i miłość jako strzelec Jan Małyszko
- 2009: Mistyfikacja jako listonosz
- 2008: Wydział zabójstw jako Jacek Chmura
- 2008: Teraz albo nigdy! jako dziennikarz
- 2008: BrzydUla jako Kuba, asystent Pshemka
- 2005-2008: Egzamin z życia jako sprzedawca w sklepie
- 2005: Kryminalni jako Tomek Gawroński (odc. 36)
- 2004: Pocałunek jako ksiądz
- 2004-2006: Bulionerzy jako „Zioło”
- 2003: Na Wspólnej jako kolega
- 2000-2012: Plebania jako Rafał
- 1997: Klan jako kolega Olki ze studiów